# Agapetes griffithii
Agapetes griffithii är en ljungväxtart som beskrevs av Charles Baron Clarke. Agapetes griffithii ingår i släktet Agapetes och familjen ljungväxter. Inga underarter finns listade i Catalogue of Life.